# Lista de episódios de Best Friends Whenever
Abaixo segue a lista de episódios da série Amigas a Qualquer Hora da Disney Channel. A série gira em torno das duas melhores amigas Shelby (Lauren Taylor) e Cyd (Landry Bender), que foram vitimas de um raio e passam a ter poderes de viajar no tempo. Best Friends Whenever estreou em 26 de junho de 2015  nos Estados Unidos e em Portugal estreou no dia 11 de janeiro de 2016.

## Temporadas
| Temporada | Temporada | Episódios | Exibição original   | Exibição original      | Exibição em Portugal  | Exibição em Portugal | Exibição no Brasil    | Exibição no Brasil  |
| Temporada | Temporada | Episódios | Estreia             | Final                  | Estreia               | Final                | Estreia               | Final               |
| --------- | --------- | --------- | ------------------- | ---------------------- | --------------------- | -------------------- | --------------------- | ------------------- |
|           | 1         | 19        | 26 de junho de 2015 | 22 de maio de 2016     | 11 de janeiro de 2016 | 10 de março de 2017  | 31 de outubro de 2015 | 31 de julho de 2016 |
|           | 2         | 13        | 25 de julho de 2016 | 11 de dezembro de 2016 | 7 de abril de 2017    | 9 de junho de 2017   | 1 de Maio de 2018     | 1 de Maio de 2018   |

## Episódios

### 1ª Temporada (2015-2016)
| # | #     | Título | Dirigido por                 | Escrito por                           | Estreias                                                              | Código de produção | Audiência (em milhões) |
| --- | ----- | --- | ---------------------------- | ------------------------------------- | --------------------------------------------------------------------- | ------------------ | ---------------------- |
| 1 | 1     | "Uma Viagem no Tempo (BR) Tempo para Viajar (PT)" "A Time to Travel"                                                     | Shelley Jensen               | Jed Elinoff e Scott Thomas            | 26 de junho de 2015 5 de dezembro de 2015 11 de janeiro de 2016       | 101                | 3.54                   |
| Duas melhores amigas, Shelby (Lauren Taylor) e Cyd (Landry Bender), mexem no laboratório de seu colega, Barry, e acabam recebendo poderes de viajar no tempo. Elas usam a habilidade de viajar no tempo para quando elas querem ir se abraçando. O problema é que as duas tem que fazer isso juntas. Estrelas convidadas: Madison Hu como Marci, Emery Kelly como Cameron |       | |                              |                                       |                                                                       |                    |                        |
| 2 | 2     | "O Tempo para Enganar (BR) Tempo para Copiar (PT)" "A time to cheat"                                                     | Shelley Jensen               | Jed Ellinoff e Scott Thomas           | 12 de julho de 2015 6 de dezembro de 2015 12 de janeiro de 2016       | 102                | 2.02                   |
| Shelby e Cyd tentam evitar estudar pela viagem no tempo, viajando para o dia do teste, devido à teoria de que, se é uma viagem no tempo elas já sabem a matéria. Infelizmente, elas não sabem e tentam voltar, mas ficam presas num período de tempo, sem saber o que fazer no teste. Estrela convidada: Jocelyn Ayanna como Sra. Nesbit |       | |                              |                                       |                                                                       |                    |                        |
| 3 | 3     | "O Tempo de Agradecer (BR) Tempo para Dizer Obrigado (PT)" "A time to say thank you"                                     | Shelley Jensen               | Michael B. Kaplan                     | 19 de julho de 2015 12 de dezembro de 2015 13 de janeiro de 2016      | 103                | 1.93                   |
| Cyd tenta planejar uma festa de agradecimento para a família de Shelby, mas não sai como planejado após Shelby tentar ajudar. Estrelas convidadas: Mary Passeri como Astrid, Kevin Symons como Norm |       | |                              |                                       |                                                                       |                    |                        |
| 4 | 4     | "O Tempo de Pular e Esmagar (BR) Tempo para Revelar um Segredo (PT)" "A time to Jump and Jam"                            | Shelley Jensen               | Debby Wolfe                           | 26 de julho de 2015 13 de dezembro de 2015 14 de janeiro de 2016      | 104                | 2.01                   |
| Os poderes de Shelby e Cyd são quebrados quando tentam viajar de volta para o momento favorito do jardim de infância de Cyd, e eles têm que descobrir o porquê. Acontece que Shelby estava segurando-lôs a partir da viagem no tempo de volta para o evento porque queria esconder um segredo embaraçoso que ela vinha mantendo de Cyd. Estrelas convidadas: Eryn Pablico como Jen, Jocelyn Ayanna como Sra. Nesbit |       | |                              |                                       |                                                                       |                    |                        |
| 5 | 5     | "O Tempo Para Descobrir o Passado de Rob (BR) Tempo para Responder á Letra (PT)" "A time to Rob and Slam"                | Jed Elinoff                  | Scott Thomas                          | 9 de agosto de 2015 19 de dezembro de 2015 18 de janeiro de 2016      | 105                | 1.87                   |
| O professor de ciências da Shelby, Sr. Doyle agrupa elas com um estudante chamado O Rob. O Rob é um idiota, e Cyd e Shelby viajam breve de volta para ver o porquê. Estrelas convidadas: Larry Joe Campbell como Mr. Doyle, Randy J. Goodwin como Vance Carroway, Madison Hu como Marci, Brendan Meyer como O Rob Ausentes: Benjamin Cole Royer como Bret, Matthew Lewis Royer como Chet |       | |                              |                                       |                                                                       |                    |                        |
| 6 | 6     | "Hora do Efeito Borboleta (BR) O Efeito Pudimboleta (PT)" "The Butterscotch Effect"                                      | Shelley Jensen               | Steve Jarczak e Shawn Thomas          | 16 de agosto de 2015 20 de dezembro de 2015 19 de janeiro de 2016     | 106                | 1.67                   |
| Cyd e Shelby voltam no tempo para ajudar Barry conhecer seu ídolo. Quando elas fazem isso, assim, Barry faz que, elas retornem ao descobrir que Barry começou uma banda de rock porque seu ídolo ridicularizou suas teorias, cabendo a Cyd e Shelby corrigir isto; no entanto, quando elas retornam para o presente de novo, elas acham que Barry é um gênio do mal, e elas vão voltar para ver que isso é porque elas causaram alguma outra coisa que fez Barry e Naldo não se conhecerem. Estrelas convidadas: Stephen Full como Ray, Kevin Symons como Norm, Mary Passeri como Astrid, Ernie Kamp como Barry criança |       | |                              |                                       |                                                                       |                    |                        |
| 7 | 7     | "O Tempo da discoteca (PT/BR)" "Shake Your Booty"                                                                        | Victor Gonzalez              | Jed Elinoff & Scott Thomas            | 23 de agosto de 2015 26 de dezembro de 2015 20 de janeiro de 2016     | 107                | 2.03                   |
| Cyd e Shelby voltam para os anos 70 e são pegas em uma briga entre punks e discokids, mas começam a esquecer uma à outra quando eles começam a montagem com o período de tempo em cada um dos lados opostos. Estrelas convidadas: Ben Giroux como Sr. Canavan, Mollee Gray como Roller Girl Ausentes: Benjamin Cole Royer como Bret, Matthew Lewis Royer como Chet |       | |                              |                                       |                                                                       |                    |                        |
| 8 | 8     | "Hora de Voltar pro Futuro Laboratório (BR) Um Salto ao Laboratório do Futuro (PT)" "Back to the Future Lab"             | Shelley Jensen               | Michael B. Kaplan                     | 20 de setembro de 2015 27 de dezembro de 2015 21 de janeiro de 2016   | 108                | 2.09                   |
| Shelby e Cyd descobrem um logotipo estranho em todo o laboratório de Barry que tem um laço com as breves experiências futuras. Ao identificar o logotipo, elas se infiltram na GloboDigiDyne, empresa onde o pai de Shelby supostamente trabalha. Enquanto isso, Bret e Chet pensam que Cyd e Shelby são detetives e seguem-as até a Globo-Digi-Dyne, ao mesmo tempo em que a CEO da empresa, Janet Smythe, está testando os novos robôs. Estrela convidada especial: Nora Dunn como Janet Smythe Estrela convidada: Kevin Symons como Norm |       | |                              |                                       |                                                                       |                    |                        |
| 9 | 9     | "Cyd e Shelby Fugindo Assustadas(BR) A Fuga Assombrada da Cyd e da Shelby (PT)" "Cyd and Shelby's Haunted Escape"        | Victor Gonzalez              | Jim Martin                            | 4 de outubro de 2015 31 de outubro de 2015 14 de outubro de 2016      | 109                | 2.18                   |
| Barry cria um aparelho de teletransporte, permitindo Cyd e Shelby viajar para Nova York para que elas possam participar do Halloween Spooktacular em Nova York. Estrelas convidadas especiais: Rowan Blanchard como Riley Matthews, Peyton Meyer como Lucas Friar Ausentes: Benjamin Cole Royer como Bret, Matthew Lewis Royer como Chet |       | |                              |                                       |                                                                       |                    |                        |
| 10 | 10    | "O Tempo que Shelby Conheceu Cyd (BR) O Dia em Que a Shelby Conheceu a Cyd (PT)" "When Shelby Met Cyd"                   | Victor Gonzales              | Jim Hope                              | 25 de outubro de 2015 2 de abril de 2016 25 de janeiro de 2016        | 110                | 1.76                   |
| Estrelas convidadas: Larry Joe Campbell como Sr. Doyle, Lauren Lindsey Donzis como Cyd com 9 anos de idade, Amiah Miller como Shelby com 9 anos de idade Ausentes: Benjamin Cole Royer como Bret, Matthew Lewis Royer como Chet |       | |                              |                                       |                                                                       |                    |                        |
| 11-12 | 11-12 | "Cyd e Shelby Viajam Para O Passado - Parte 1 e 2 (BR) Cyd e Shelby Voltaram a Atacar (PT)" "Cyd and Shelby Strike Back" | Shannon Flynn Shelley Jensen | Steve Jarczak Shawn Thomas Jim Martin | 27 de novembro de 2015 16 de abril de 2016 26 e 27 de janeiro de 2016 | 111-112            | 1.72                   |
| Cyd e Shelby descobrem que Janet Smythe é a responsável pelo futuro laboratório e procuram se livrar do laboratório e da GloboDigiDyne. Com a ajuda de Barry e Naldo, e uma biografia não autorizada de Janet, as meninas descobrem que Janet veio com a idéia de tecnologia sem fio depois de ser chocada por sua lâmpada de mesa em 1991. Quando eles planejam impedir Janet de chegar com GloboDigiDyne, os resultados Não será como eles esperavam. Estrela de convidado especial: Nora Dunn como Janet Smythe Estrelas convidadas: Kevin Symons como Norm, Madison Hu como Marci, Tamela D'Amico como Jovem Janet Ausentes: Benjamin Cole Royer como Bret, Matthew Lewis Royer como Chet |       | |                              |                                       |                                                                       |                    |                        |
| 13 | 13    | "As Meninas do Natal Passado (BR) As Amigas do Natal Passado (PT)" "The Girls of Christmas Past"                         | David Kendall                | Kevin Engelking Sarah Jeanne Terry    | 6 de dezembro de 2015 24 de dezembro de 2015 2 de dezembro de 2016    | 114                | 1.33                   |
| Cyd está se sentindo culpada na véspera de Natal pelos presentes de Shelby que são sempre muito melhor e saltos na cama com Shelby, a fim de saltar para trás para um ano antes, antes de ela se mudou dentro Cyd faz o seu melhor para manter Shelby de descobrir que eles pulou enquanto Shelby estava dormindo; No entanto, Shelby finalmente descobre. Enquanto isso, contra os desejos de Naldo, Barry realiza um experimento e causa uma guerra entre o grupo de Bret e o grupo de Chet. No entanto, ele mais tarde percebe que o que ele fez foi errado e pede desculpas. Seu pedido de desculpas é aceito, mas ele acaba sendo amarrado em luzes de Natal. Estrelas convidadas: Kevin Symons como Norm, Mary Passeri como Astrid |       | |                              |                                       |                                                                       |                    |                        |
| 14 | 14    | "Tempo para Encontro duplo(BR) Tempo de Desencontros (PT)" "A Time to Double Date"                                       | Robbie Countryman            | Debby Wolfe                           | 21 de fevereiro de 2016 23 de abril de 2016 6 de maio de 2016         | 113                | 1.64                   |
| Usando sua habilidade de viagem no tempo, Cyd e Shelby planejam ir a diferentes eventos na mesma noite. Embora termine acima backfiring então ambos os meninos que estavam datando terminam acima no mesmo evento. Enquanto isso, o laser de Barry acidentalmente faz com que Bret e Chet troquem de corpo. Estrelas convidadas: Mary Passeri como Astrid, JT Neal como Drake, Jay Jay Warren como Joaquin |       | |                              |                                       |                                                                       |                    |                        |
| 15 | 15    | "Ir para os anos 50(BR) Um Salto aos anos 50 (PT)" "Jump to the '50's"                                                   | Shelley Jensen               | Loni Steele Sosthand                  | 20 de março de 2016 30 de abril de 2016 13 de maio de 2016            | 115                | 1.61                   |
| A aventureira Vovó Rita vem visitar. Astrid faz uma alegação de que ela tinha encontrado viajantes do tempo durante a sua juventude, que a criou com o futuro avô de Shelby, Paul. Isso faz com que Cyd e Shelby voltem para 1958 para investigar e trazer Vovó Rita e vovô Paul juntos. Enquanto isso, Barry trabalha para levantar dinheiro quando os pais planejam vender seu RV. Quando ele descobre que o comprador era um ladrão de jóias, ele e Naldo tentam encontrar as jóias para comprar o RV de seus pais. Estrela convidada especial: Marion Ross como avó Rita Estrelas convidadas: Mary Passeri como Astrid, Anna Grace Barlow como Rita, Garrett Westton como Paul, Casey Campbell como Vesper Ausentes: Benjamin Cole Royer como Bret, Matthew Lewis Royer como Chet |       | |                              |                                       |                                                                       |                    |                        |
| 16 | 16    | "Diesel Perdido no Tempo (BR) Diesel Perde-se no Tempo (PT)" "Diesel Goes Lost In Time"                                  | Shelley Jensen               | Jim Hope                              | 17 de abril de 2016 9 de julho de 2016 3 de março de 2017             | 116                | 1.55                   |
| Estrelas convidadas: Madison Hu como Marci, Kevin Symons como Norm, JT Neal como Drake, Justin Lopez como Griff |       | |                              |                                       |                                                                       |                    |                        |
| 17 | 17    | "Luta no Futuro Parte 1 (BR) Luta Contra o Futuro, Parte 1 (PT)" "Figth The Future, Part 1"                              | Shannon Flynn                | Steve Jarczak Shawn Thomas            | 8 de maio de 2016 31 de julho de 2016 10 de março de 2017             | 117                | 1.33                   |
| Shelby e Cyd viajam para o futuro, apenas para descobrirem que a sua escola se transformou em um 'Dystopian Smythe-averse'. Quando Cyd sai para olhar ao redor enquanto Shelby fica para conversar com Drake, Cyd descobre Drake está trabalhando para Janet Smythe e congelou Barry e Naldo em animação suspensa. Drake conta a Shelby sobre as invenções de Janet Smythe e o fato de que ela veio para a escola para assistir a um relógio sendo instalado. As meninas são pego por Janet Smythe e tentar pular para trás, apenas para aprender Janet Smythe implantado um bloqueador de viagem no tempo dentro do edifício da escola. Shelby descobre que o bloqueador de viagens no tempo foi colocado no relógio, enquanto Janet chama a segurança para levar as meninas para a animação suspensa, quando Cyd começa a gritar em Shelby como ela tem sido obcecada demais por Drake no dia passado. Eles entram em uma discussão e cada um obter armas, mas jogá-los no relógio e viajar de volta para o presente. Depois que Cyd diz Shelby como ela realmente se sente, Shelby termina com Drake. Estrela convidada especial: Nora Dunn como Janet Smythe Estrelas convidadas: Madison Hu como Marci, JT Neal como Drake Ausentes: Benjamin Cole Royer como Bret, Matthew Lewis Royer como Chet |       | |                              |                                       |                                                                       |                    |                        |
| 18 | 18    | "Luta no Futuro Parte 2 (BR) Luta Contra o Futuro, Parte 2 (PT)" "Figth The Future, Part 2"                              | Jon Rosenbaum                | Michael B. Kaplan                     | 15 de maio de 2016 31 de julho de 2016 10 de março de 2017            | 118                | 1.63                   |
| Janet Smythe convida a si mesma para a casa de Marcus para o jantar, e Shelby e Cyd suspeitam. Elas aprendem que Janet Smythe criou um taquímetro para rastrear onde Shelby e Cyd viajaram. Eles voltam para antes de Janet Smythe veio, no entanto eles aprendem que ela se lembra de cada cronograma que ela tem sido, então as meninas vão para GloboDigiDyne com Barry e pedir-lhe para remover seus poderes. Eles aprendem que só pioraram as coisas ao darem seus poderes, e eles são impotentes contra o futuro inevitável de Janet Smythe. Estrela convidada especial: Nora Dunn como Janet Smythe Estrelas convidadas: Kevin Symons como Norm, Mary Passeri como Astrid |       | |                              |                                       |                                                                       |                    |                        |
| 19 | 19    | "Luta no Futuro Parte 3 (BR) Luta Contra o Futuro, Parte 3 (PT)" "Figth The Future, Part 3"                              | Jon Rosenbaum                | Jed Elinoff Scott Thomas              | 22 de maio de 2016 31 de julho de 2016 10 de março de 2017            | 119                | 1.23                   |
| Janet Smythe confisca o equipamento de laboratório de Barry e toma Barry e Naldo como reféns - pelo segredo para viajar no tempo. Shelby e Cyd olham ao redor do laboratório de Barry para encontrar maneiras de ajudá-lo e descobrir o segredo da viagem no tempo - eles descobrem um líquido azul que lhes deu a habilidade. Enquanto tenta salvar Barry e Naldo, Shelby acidentalmente dá o segredo para Janet e ela tem a capacidade de viajar no tempo, além disso Janet recebe segurança para levá-los todos a animação suspensa. Enquanto isso, Bret e Chet transformar o RV de Barry em uma boate "exclusiva". Enquanto Norm entra na sala onde Cyd e Shelby estão sendo detidos, ele acusa-os de mentir e lhes dá um aviso severo, mas logo depois percebe que eles estavam dizendo a verdade e pede desculpas, em seguida, luta contra os guardas. Shelby e Cyd tentam bloquear viagens de tempo de Janet e acabam lutando com suas habilidades de viagem no tempo. A batalha se livra dos poderes de Janet, mas também cria uma fenda de tempo, que Cyd do futuro e Shelby saltar fora e lutar contra os valentões Janet. Cyd do futuro e Shelby ganham a batalha e levam Janet e o líquido azul para trás através da fenda do tempo, a linha do tempo restabelece e ninguém se lembra de Cyd e Shelby. Mais tarde, no laboratório de Barry, as garotas dizem a Barry e Naldo que o segredo para viajar no tempo era o líquido azul, que acabou sendo o velho gel de cabelo caseiro de Naldo. No final do episódio, a brecha tempo reabre e parece que alguém está tentando passar por isso. Estrela convidada especial: Nora Dunn como Janet Smythe Estrelas convidadas: Kevin Symons como Norm, Mary Passeri como Astrid, Stephanie Brait como Cyd do Futuro, Brooke Newton como Shelby do Futuro |       | |                              |                                       |                                                                       |                    |                        |

### 2ª Temporada (2016)
| # | #  | Titulo                                                                      | Dirigido por    | Escrito por                          | Estreias                                                       | Código de produção | Audiência (em milhões) |
| --- | -- | --------------------------------------------------------------------------- | --------------- | ------------------------------------ | -------------------------------------------------------------- | ------------------ | ---------------------- |
| 40 | 1  | "A Princesa Problemas (PT)" "Princess Problem"                              | Maria Clara     | bia da silva /> e<bj /> Scott Thomas | 25 de julho de 2016 1 de maio de 2018 4 de abril de 2017       | 201                | 1.18                   |
| Cyd e Shelby ficam em choque ao descubrirem que uma princesa do século XVI chamada Daisy atravessou uma falha temporal e foi parar à escola delas. Estrelas convidadas: Bryana Salaz como Daisy, Larry Joe Campbell como Sr. Doyle Ausentes: Benjamin Cole Royer como Bret, Matthew Lewis Royer como Chet          |    |                                                                             |                 |                                      |                                                                |                    |                        |
| 21 | 2  | "A Pior Noite de Sempre (PT)" "Worst Night Whenever"                        | Bob Koherr      | Jennifer Glickman                    | 26 de julho de 2016 1 de maio de 2018 14 de abril de 2017      | 202                | 1.12                   |
| Bret e Chet estão nervosos com o baile do sexto ano. Com más recordações do baile do sexto ano, Cyd e Shelby voltam atrás no tempo para terem uma segunda oportunidade. Estrelas convidadas: Kevin Symons como Norm, Will Babbitt como Neil, Madison Horcher como Bianca                                           |    |                                                                             |                 |                                      |                                                                |                    |                        |
| 22 | 3  | "Dia Épico de Miúdas (PT)" "Epic Girl's Day"                                | Victor Gonzalez | Erin Dunlap                          | 27 de julho de 2016 1 de maio de 2018 21 de abril de 2017      | 204                | 1.24                   |
| Como a nova amiga viajante do tempo parece que vai ficar mais tempo do que o esperado, as amigas decidem mostrar a Daisy como é o oficial Dia Épico de Miúdas. Estrelas convidadas: Mary Passeri como Astrid, Bryana Salaz como Daisy                                                                              |    |                                                                             |                 |                                      |                                                                |                    |                        |
| 23 | 4  | "Programação de Miúdas (PT)" "Girl Code"                                    | Bob Koherr      | Jim Martin                           | 28 de julho de 2016 1 de maio de 2018 5 de maio de 2017        | 203                | 1.39                   |
| Quando Barry está demasiado ocupado para ajudar Shelby a criar o novo website, Shelby resolve tomar conta do assunto. Estrelas convidadas: Leah Lewis como Alex, Niles Fitch como Elliot, Eric Osovsky como Reboot                                                                                                 |    |                                                                             |                 |                                      |                                                                |                    |                        |
| 24 | 5  | "Um Segredo em Patins (PT)" "Derby Little Secret"                           | Victor Gonzalez | Rick Williams e Jenna McGrath        | 29 de julho de 2016 1 de maio de 2018 15 de maio de 2017       | 205                | 1.26                   |
| Quando Cyd e Shelby vão ao Roller Derby contra a vontade da mãe de Shelby, elas descobrem que Astrid está a esconder um segredo. Estrela convidada: Mary Passeri como Astrid, Bryana Salaz como Daisy |    |                                                                             |                 |                                      |                                                                |                    |                        |
| 25 | 6  | "A Noite do Lobi-Diesel (PT)" "Night of the Were-Diesel"                    | Jon Rosenbaum   | Rick Williams e Jenna McGrath        | 2 de outubro de 2016 1 de maio de 2018 27 de outubro de 2017   | 211                | 1.36                   |
| Quando Diesel, o cão da Cyd, ingere a experiência com hormonas de lobo do Barry, a situação torna-se assustadora para toda a gente. |    |                                                                             |                 |                                      |                                                                |                    |                        |
| 26 | 7  | "O Código da Amizade (PT)" "The Friendship Code"                            | Shannon Flynn   | Jennifer Glickman                    | 3 de outubro de 2016 1 de maio de 2018 26 de maio de 2018      | 208                | 1.20                   |
| Quando um magnata prestigiado da tecnologia visita a escola para investir numa nova ideia, Shelby apresenta o website TrocArtes e consegue a atenção dele. Estrela convidada: Jason Earles como Dax Fraggins Ausentes: Benjamin Cole Royer como Bret, Matthew Lewis Royer como Chet                                |    |                                                                             |                 |                                      |                                                                |                    |                        |
| 27 | 8  | "O Jogo da Mentira (PT)" "The Lying Game"                                   | Victor Gonzalez | Molly Haldeman e Camilla Rubis       | 4 de outubro de 2016 1 de maio de 2018 2 de junho de 2017      | 206                | 1.05                   |
| Ao reviverem memórias passadas, Cyd confesa que foi a um concerto sem Shelby. Estrela convidada: Will Babbitt como Neil |    |                                                                             |                 |                                      |                                                                |                    |                        |
| 28 | 9  | "Trabalho Encaramelado (PT)" "Working Nine to Fudge"                        | Shelley Jensen  | Molly Haldeman e Camilla Rubis       | 5 de outubro de 2016 1 de maio de 2018 9 de junho de 2017      | 210                | 1.25                   |
| Shelby e Cyd conseguem o seu primeiro trabalho num quiosque de caramelos, mas o trabalho não corre como Shelby pensava. Estrelas convidadas: Stephen Ellis como Jordan, Nika Williams como Zoe Ausentes: Benjamin Cole Royer como Bret, Matthew Lewis Royer como Chet                                              |    |                                                                             |                 |                                      |                                                                |                    |                        |
| 29 | 10 | "Não Sois Vós, Sou Eu (PT)" "It's Not Ye, It's Me"                          | Shannon Flynn   | Jim Martin                           | 6 de outubro de 2016 1 de maio de 2018 16 de junho de 2017     | 207                | 1.04                   |
| Quando pensaram que não havia um problema com as viagens no tempo que não pudessem resolver, Cyd e Shelby enfrentam novas surpresas! 'Estrelas convidadas: Bryana Salaz como Daisy, Barrett Carnahan como Sebastian, Joe Ochman como Ulrich Ausentes: Benjamin Cole Royer como Bret, Matthew Lewis Royer como Chet |    |                                                                             |                 |                                      |                                                                |                    |                        |
| 30 | 11 | "A Maldição do Natal (BR) A Maldição no Natal (PT)" "The Christmas Curse"   | Shelley Jensen  | Erin Dunlap                          | 4 de dezembro de 2016 1 de maio de 2018 10 de dezembro de 2017 | 209                | 0.95                   |
| Estrelas convidadas: Kevin Symons como Norm, Mary Passeri como Astrid, Bryana Salaz como Daisy, Briella Barbusca como Krissi |    |                                                                             |                 |                                      |                                                                |                    |                        |
| 31 | 12 | "A Vingança do Passado (Primeira Parte) (PT)" "Revenge of the Past, Part 1" | Jon Rosenbaum   | Jed Elinoff e Scott Thomas           | 11 de dezembro de 2016 1 de maio de 2018 23 de junho de 2017   | 212                | 0.94                   |
| Barry quer convidar Daisy para o Baile dos Antigos Alunos, mas os planos alteram-se quando ele abre acidentalmente a falha temporal e aparece um visitante inesperado. Estrelas convidadas: Bryana Salaz como Daisy, Barrett Carnahan como Sebastian, Rosalind Ayres como Lucinda                                  |    |                                                                             |                 |                                      |                                                                |                    |                        |
| 32 | 13 | "A Vingança do Passado (Segunda Parte) (PT)" "Revenge of the Past, Part 2"  | Jon Rosenbaum   | Jed Elinoff e Scott Thomas           | 11 de dezembro de 2016 1 de maio de 2018 23 de junho de 2017   | 213                | 0.94                   |
| Quando Shelby fica encurralada no século XVI, o grupo de amigos tem de se unir para a resgatar. Estrelas convidadas: Bryana Salaz como Daisy, Barrett Carnahan como Sebastian, Rosalind Ayres como Lucinda |    |                                                                             |                 |                                      |                                                                |                    |                        |